# Bob Tough
Robert "Bob" Tough (nacido el 28 de agosto de 1920 en Nueva York y fallecido el 7 de abril de 1999 en San Ramón, California) fue un jugador de baloncesto estadounidense que disputó cuatro temporadas en la NBL, dos más entre la BAA y la NBA, además de jugar en la ABL y la NPBL. Con 1,83 metros de estatura, jugaba en la posición de escolta.

## Trayectoria deportiva

### Universidad
Jugó durante su etapa universitaria con los Red Storm de la Universidad St. John's, con los que fue el máximo anotador del equipo en 1940. Posteriormente cumpliría en servicio militar en West Point.

### Profesional
En 1943 fichó por los Trenton Tigers de la ABL, donde jugó tres temporadas, en la última de ellas liderando al equipo en anotación, con 9,2 puntos por partido.
En 1946 fichó por los Fort Wayne Pistons de la NBL, donde jugó tres temporadas y media, destacando en la última de ellas, donde fue el máximo anotador de su equipo, promediando 8,8 puntos por partido, tras haber cambiado de liga, parando a jugar en la BAA. Al año siguiente fichó por los Baltimore Bullets, quienes tras ocho partidos jugados lo enviaron a los Waterloo Hawks, donde acabó la temporada promediando 4,6 puntos y 1,7 asistencias por encuentro.
Tras un breve paso de nuevo por los Trenton Tigers, acabó su carrera profesional jugando una temporada con los Kansas City Hi-Spots de la NPBL, en la que promedió 10,9 puntos por partido.

#### Estadísticas en la BAA y la NBA

##### Temporada regular
| Temporada | Edad | Equipo             | Liga  | Pos. | P  | TIT | MIN | TC  | TCA  | %TC  | 3P | 3PA | %3P | TL  | TLA | %TL  | R.OF. | R.DEF. | REB | ASIS | ROB | TAP | PER | FP  | PTS |
| 1948-49   | 28   | Fort Wayne Pistons | BAA   |      | 53 |     |     | 3.5 | 12.5 | .277 |    |     |     | 1.9 | 2.6 | .725 |       |        |     | 1.9  |     |     |     | 1.9 | 8.8 |
| 1949-50   | 29   | TOTAL              | NBA   |      | 29 |     |     | 1.5 | 5.3  | .281 |    |     |     | 1.3 | 1.4 | .925 |       |        |     | 1.3  |     |     |     | 1.4 | 4.2 |
| 1949-50   | 29   | Baltimore Bullets  | NBA   |      | 8  |     |     | 1.4 | 4.9  | .282 |    |     |     | 0.6 | 0.8 | .833 |       |        |     | 0.3  |     |     |     | 1.9 | 3.4 |
| 1949-50   | 29   | Waterloo Hawks     | NBA   |      | 21 |     |     | 1.5 | 5.4  | .281 |    |     |     | 1.5 | 1.6 | .941 |       |        |     | 1.7  |     |     |     | 1.2 | 4.6 |
| Total     |      |                    | TOTAL |      | 82 |     |     | 2.8 | 9.9  | .278 |    |     |     | 1.7 | 2.2 | .770 |       |        |     | 1.7  |     |     |     | 1.7 | 7.2 |
|           |      |                    | BAA   |      | 53 |     |     | 3.5 | 12.5 | .277 |    |     |     | 1.9 | 2.6 | .725 |       |        |     | 1.9  |     |     |     | 1.9 | 8.8 |
|           |      |                    | NBA   |      | 29 |     |     | 1.5 | 5.3  | .281 |    |     |     | 1.3 | 1.4 | .925 |       |        |     | 1.3  |     |     |     | 1.4 | 4.2 |